# Senoculus penicillatus
Senoculus penicillatus is een spinnensoort uit de familie Senoculidae. De soort komt voor in Trinidad, Brazilië en Paraguay.